# 2-Etoksietanol
2-Etoksietanol, takođe poznat po prodajnim imenima Celosolv ili etil celosolv, je rastvarač sa širokom komercijalnom i industrijskom primenom. On je prozirna, bezbojna, skoro bezmirisna tečnost koja se meša sa vodom, etanolom, dietil etrom, acetonom, i etil acetatom.
2-Etoksietanol se može formirati reakcijom etilen oksida sa etanolom.